# Conrad Herold

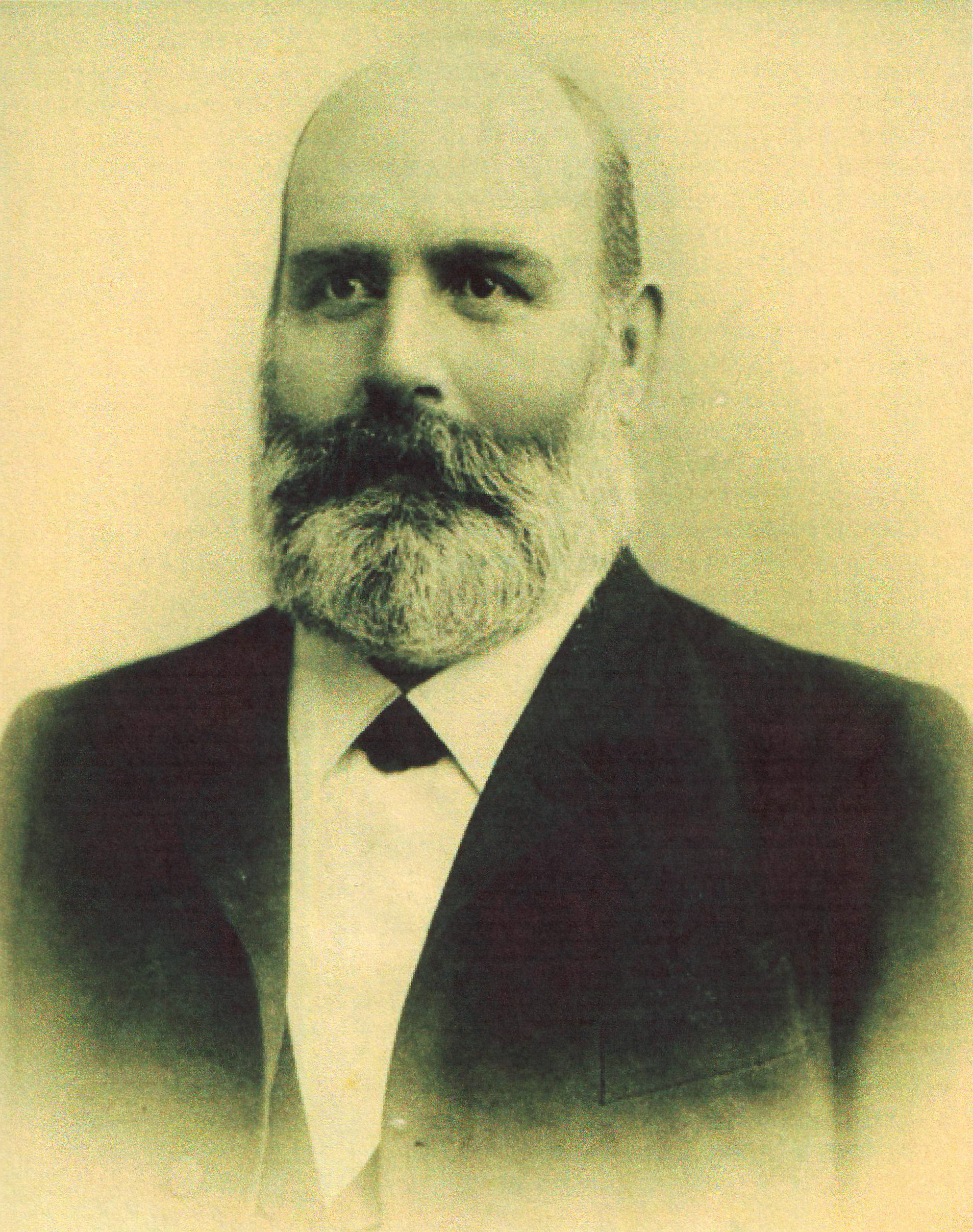
Conrad Herold

Conrad Herold (* 7. Juni 1835 in Berlin; † 1. Januar 1914 ebenda; vollständiger Name: Conrad Ferdinand Bernhard Herold) war ein deutscher Unternehmer in der Textilindustrie.

## Herkunft
Die Familie Herold stammt ursprünglich aus Ronneburg bei Gotha im heutigen Thüringen. Mit dem Baumwollfabrikanten und Webermeister Georg Friedrich Herold (* 26. Oktober 1780 in Ronneburg; † 20. Dezember 1855 in Berlin) kam die Familie nach Berlin. Am 7. Juni 1835 wurde dessen Sohn Conrad Herold geboren.

## Leben

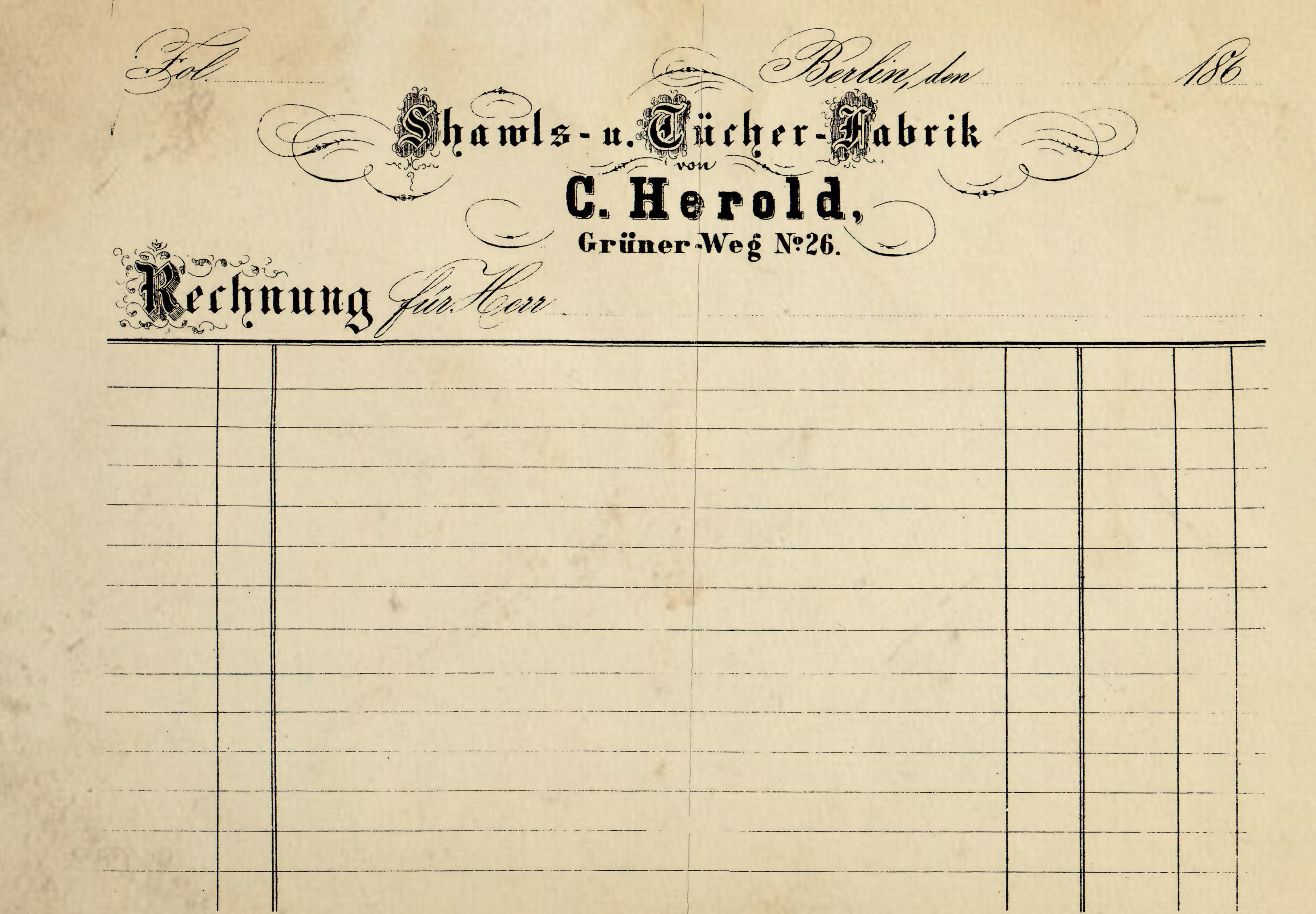
Rechnung der Shawls- und Tücher-Fabrik C. Herold, Berlin

Conrad Herold wuchs in gesicherten Verhältnissen auf und heiratete am 14. April 1860 in Berlin Anna Maria Agathe geb. Mindermann, eine Tochter des Berliner Strumpfwarenfabrikanten Christian Mindermann. Conrad Herold konnte das Unternehmen des Vaters erfolgreich zur Shawls- und Tücherfabrik C. Herold mit Sitz im Haus Grüner Weg 26 in Berlin ausbauen. Um das Jahr 1870 verkaufte Conrad Herold seine Fabrik, setzte sich zur Ruhe und erwarb am 21. Januar 1873 zusammen mit Julius Theodor Ferdinand Boerner für 79.000 Taler die Försterei auf dem Pichelsberg. Gegen Ende der 1890er-Jahre errichtete Conrad Herold für seinen Sohn Erwin Conrad Hans Herold (* 18. Dezember 1876 in Berlin; † 7. Dezember 1950 in Bartelshof bei Alt Thymen) das bekannte Ausflugslokal Seeschloß Pichelsberg am Stößensee. Um diese Investition zu finanzieren, nahm er bei der A. Busse & Co. AG in Berlin ein Darlehen auf, das er jedoch nicht mehr zurückzahlen konnte. Seinen weitläufigen Besitz um den Pichelsberg hatte er bereits ab Beginn der 1890er-Jahre beliehen, das Seeschloß Pichelsberg erwirtschaftete nicht den erwarteten Gewinn. Nach dem Tod des Conrad Herold kam es daher zur Zwangsversteigerung des Besitzes.